# 陳振龍 (工藝家)
陳振龍（1944年），台湾老火车站模型制造人士，出生於台灣嘉義縣竹崎鄉，人稱「阿龍師」。10幾歲就在工地學蓋房子，繼承建築師父志，21歲跟隨建築師學習製圖，熟悉閩式、日式、巴洛克式的建造工法。
有感於臺灣老火車站正陸續消失，他開始投入老火車站的模型製作。1990年代起搭乘早期普通車逐站觀察，拍照存檔，為臺灣鐵路發展史留下了重要的文史紀錄。

## 作品

### 新竹車站(舊)
著名的馬甲式屋頂，第三代基隆車站則是馬薩式屋頂，配有鐘樓、八角樓、虎口窗和牛眼窗等，造型變化多端

### 基隆車站(舊)
日治時期興建的第三代基隆車站是仿西洋文藝復興築時期傑作

### 嘉義火車站(舊)
興建於1909年的第一代嘉義火車站，有著日式瓦斜屋頂，以雨淋板為外墻的木造火車站。

### 其他舊車站作品
阿里山森林火車沿線，包括北門、竹崎、鹿滿、桿腦寮、奮起湖等車站的模型。